# Thiago Mendes
 Thiago Henrique Mendes Ribeiro dit Thiago Mendes est un footballeur brésilien, né le 15 mars 1992 à São Luís. Il évolue au poste de milieu de terrain ou de défenseur central au Vasco da Gama.

## Biographie

### Carrière en club

#### Goiás (2011-2014)
Thiago Mendes fait ses débuts professionnels avec le club de Goiás le 28 septembre 2011, à l'âge de 19 ans, sur la pelouse de Portuguesa en deuxième division brésilienne. Il joue dix matches dès sa première saison et devient un titulaire indiscutable dès l'année suivante. Ses performances sont remarquées et il est nommé révélation du championnat du Goiás. Avec son club, il remporte en 2012 la Serie B. En 2014, il découvre la Copa Sudamericana, il joue son premier match le 28 août 2014 contre Fluminense.

#### São Paulo (2015-2017)
En 2015, il rejoint São Paulo. Il joue son premier match sous ses nouvelles couleurs le 1er février 2015 à Penapolense dans le championnat de São Paulo. Ses débuts en Serie A ont lieu le 10 mai 2015 contre Flamengo. Il inscrit son premier but le 28 novembre 2015 contre Figueirense, il marque le but de la victoire dans le temps additionnel (victoire 3-2). Il joue plus de cent matches en première division brésilienne avec les clubs de Goiás et de São Paulo. Il est demi-finaliste de la Copa Libertadores en 2016 avec le São Paulo Futebol Clube, éliminé par les Colombiens de l'Atlético Nacional.

#### Lille OSC (2017-2019)

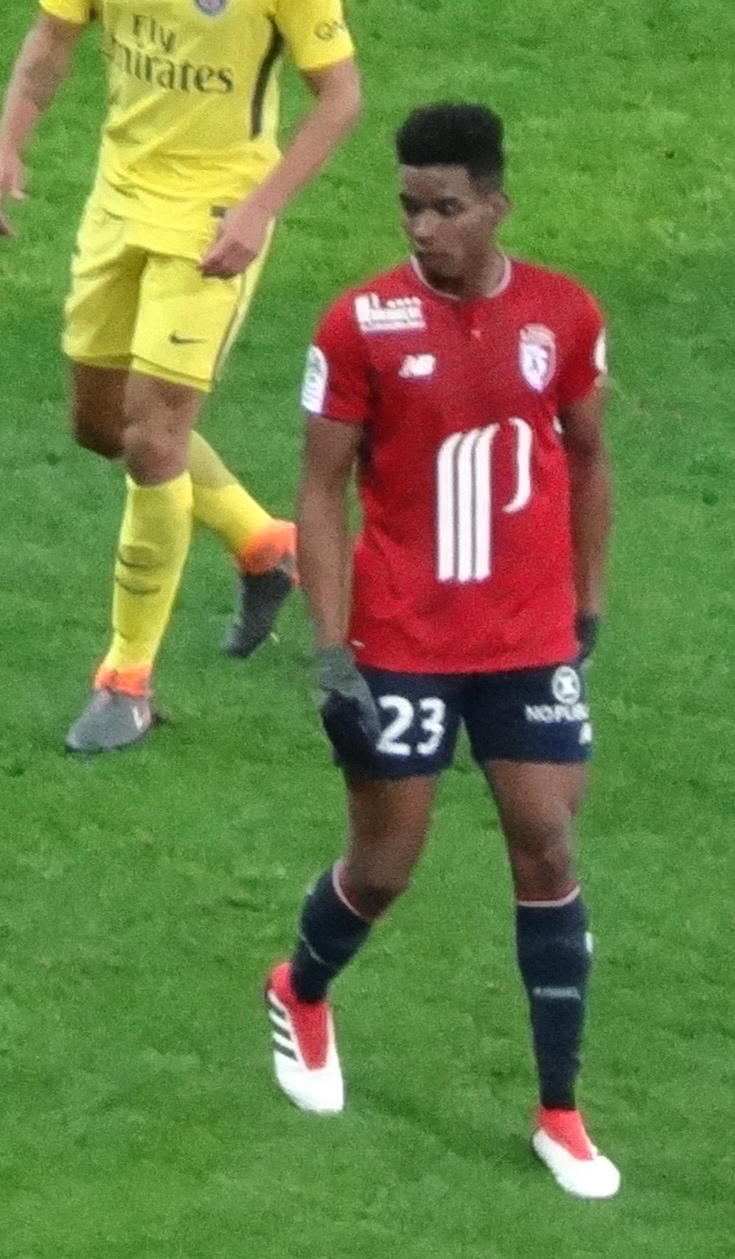
Thiago Mendes avec Lille OSC en 2017.

Le 8 juillet 2017, il s'engage avec le Lille OSC pour une durée de cinq ans. Il rejoint son ancien coéquipier Luiz Araújo arrivé quelques semaines plus tôt. Le 6 août 2017, il joue son premier match avec le LOSC face au FC Nantes. Le 14 octobre 2017, il inscrit son premier but face à Troyes.
Désigné plusieurs fois joueur du mois par les supporters, il fut un homme fort de la première partie de saison. Lors de la phase aller, il marque contre l’Association sportive de Saint-Étienne (victoire 3-1) et à Lyon sur une superbe frappe à l’entrée de la surface (victoire 1-2). Après le licenciement de Marcelo Bielsa et son remplacement par Christophe Galtier, la seconde partie de saison est plus compliquée pour le milieu de terrain qui s'assoit plus souvent sur le banc, alors que le club lutte pour le maintien jusqu'à l'avant-dernière journée.
Sa deuxième saison est beaucoup plus réussie. Le joueur profite tout d’abord d’un concours de circonstance afin de retrouver une place de titulaire. Avec le retour de Gabriel, le LOSC possède en effet cinq joueurs extracommunautaires dans son effectif, alors que les clubs de Ligue 1 n’en ont droit qu’à quatre. Le dernier à avoir signé son contrat, Thiago Maia, ne pouvant être aligné, Mendes est choisi pour le remplacer dans l’entrejeu.
Le Brésilien en profite pour s'affirmer comme un élément primordial de son club et participe activement à sa place de dauphin en championnat.

#### Olympique lyonnais (2019-2023)
Le 3 juillet 2019, il s'engage avec l'Olympique lyonnais pour 25 millions d'euros, compensant ainsi le futur départ de l'international français Tanguy Ndombele. Il est très régulièrement aligné par son nouvel entraîneur, Sylvinho, lors des matchs de préparation.
Thiago Mendes fait ses débuts officiels sous la tunique lyonnaise lors de la première journée de championnat contre l'AS Monaco. L'Auriverde réalise un match abouti, faisant preuve d'une belle activité et en prouvant sa qualité technique aux côtés d'Houssem Aouar et Lucas Tousart. Il en profite pour délivrer deux passes décisives, permettant à L'OL de s'imposer sur le score de 3-0.
Après deux saisons compliquées sous Rudi Garcia, Thiago Mendes est utilisé dans un rôle légèrement différent par Peter Bosz. Le technicien néerlandais souhaite en effet faire du milieu brésilien une véritable sentinelle du milieu de terrain plutôt qu'un organisateur. Mendes en profite pour marquer son premier but lyonnais le 5 décembre 2021, d'une splendide frappe de l'extérieur de la surface contre les FC Girondins de Bordeaux (score final 2-2). Bosz l'utilise également à l'occasion en défense centrale, comme en fin de match face au LOSC le 12 décembre, ou bien d'entrée de jeu, dans un axe à trois aux côtés de Castello Jr. et de Damien da Silva le 17 décembre contre le Paris FC en Coupe de France. Numéro 11 sur le dos, il est décisif grâce à une ouverture dans la profondeur pour le but égalisateur (1-1) de Moussa Dembélé. La rencontre est finalement interrompue à la suite d'affrontements entre des supporteurs du Paris Saint-Germain, du Paris FC et de l'Olympique lyonnais. Peter Bosz titularise dans la foulée le Brésilien à plusieurs reprises dans sa défense à trois, et Mendes donne satisfaction. Le 12 février, contre l'OGC Nice, il est même titularisé à ce poste en l'absence de Jason Denayer et Jérôme Boateng, devant les centraux de métier Damien da Silva et Sinaly Diomandé. L'OL s'impose 2-0, Thiago Mendes réalise un match exemplaire et cette rencontre est unanimement considérée comme l'un des meilleurs matchs de Lyon de la saison.

## Statistiques détaillées
| Saison                | Club                  | Championnat           | Championnat | Championnat | Championnat | Coupe nationale | Coupe nationale | Coupe nationale | Coupe de la Ligue | Coupe de la Ligue | Coupe de la Ligue | Compétition(s) continentale(s) | Compétition(s) continentale(s) | Compétition(s) continentale(s) | Compétition(s) continentale(s) | Ligue régionale | Ligue régionale | Ligue régionale | Total | Total | Total |
| Saison                | Club                  | Division              | M.          | B.          | P.d.        | M.              | B.              | P.d.            | M.                | B.                | P.d.              | Comp.                          | M.                             | B.                             | P.d.                           | M.              | B.              | P.d.            | M.    | B.    | P.d.  |
| 2011                  | Goiás EC              | Série B               | 10          | 0           | 0           | -               | -               | -               | -                 | -                 | -                 | -                              | -                              | -                              | -                              | -               | -               | -               | 10    | 0     | 0     |
| 2012                  | Goiás EC              | Série B               | 35          | 1           | 0           | 6               | 0               | 0               | -                 | -                 | -                 | -                              | -                              | -                              | -                              | 11              | 2               | -               | 52    | 3     | 0     |
| 2013                  | Goiás EC              | Série A               | 27          | 1           | 0           | 7               | 0               | 0               | -                 | -                 | -                 | -                              | -                              | -                              | -                              | 14              | 1               | -               | 48    | 2     | 0     |
| 2014                  | Goiás EC              | Série A               | 34          | 3           | 4           | 2               | 0               | 0               | -                 | -                 | -                 | CS                             | 4                              | 0                              | 0                              | 16              | 1               | -               | 56    | 4     | 4     |
| Sous-total            | Sous-total            | Sous-total            | 106         | 5           | 4           | 15              | 0               | 0               | -                 | -                 | -                 | -                              | 4                              | 0                              | 0                              | 41              | 4               | -               | 166   | 9     | 4     |
| 2015                  | São Paulo FC          | Série A               | 35          | 1           | 2           | 5               | 1               | 0               | -                 | -                 | -                 | CL                             | 3                              | 0                              | 0                              | 11              | 0               | -               | 54    | 2     | 2     |
| 2016                  | São Paulo FC          | Série A               | 32          | 2           | 1           | 2               | 0               | 0               | -                 | -                 | -                 | CL                             | 14                             | 1                              | 1                              | 14              | 1               | -               | 62    | 4     | 2     |
| 2017                  | São Paulo FC          | Série A               | 5           | 0           | 0           | 5               | 0               | 0               | -                 | -                 | -                 | CS                             | 1                              | 1                              | 0                              | 15              | 4               | -               | 26    | 5     | 0     |
| Sous-total            | Sous-total            | Sous-total            | 72          | 3           | 3           | 12              | 1               | 0               | -                 | -                 | -                 | -                              | 18                             | 2                              | 1                              | 40              | 5               | -               | 142   | 11    | 4     |
| 2017-2018             | LOSC Lille            | Ligue 1               | 31          | 3           | 4           | 2               | 1               | 0               | 2                 | 0                 | 0                 | -                              | -                              | -                              | -                              | -               | -               | -               | 35    | 4     | 4     |
| 2018-2019             | LOSC Lille            | Ligue 1               | 35          | 0           | 4           | 2               | 0               | 0               | -                 | -                 | -                 | -                              | -                              | -                              | -                              | -               | -               | -               | 37    | 0     | 4     |
| Sous-total            | Sous-total            | Sous-total            | 66          | 3           | 8           | 4               | 1               | 0               | 2                 | 0                 | 0                 | -                              | -                              | -                              | -                              | -               | -               | -               | 72    | 4     | 8     |
| 2019-2020             | Olympique lyonnais    | Ligue 1               | 22          | 0           | 6           | 3               | 0               | 0               | 4                 | 0                 | 1                 | C1                             | 8                              | 0                              | 0                              | -               | -               | -               | 37    | 0     | 7     |
| 2020-2021             | Olympique lyonnais    | Ligue 1               | 32          | 0           | 1           | 3               | 0               | 1               | 0                 | 0                 | 0                 | -                              | -                              | -                              | -                              | -               | -               | -               | 35    | 0     | 2     |
| 2021-2022             | Olympique lyonnais    | Ligue 1               | 29          | 2           | 1           | 1               | 0               | 0               | 0                 | 0                 | 0                 | C3                             | 7                              | 0                              | 0                              | -               | -               | -               | 37    | 2     | 1     |
| 2022-2023             | Olympique lyonnais    | Ligue 1               | 30          | 1           | 1           | 3               | 0               | 0               | -                 | -                 | -                 | -                              | -                              | -                              | -                              | -               | -               | -               | 33    | 1     | 1     |
| Sous-total            | Sous-total            | Sous-total            | 113         | 3           | 9           | 10              | 0               | 1               | 4                 | 0                 | 1                 | -                              | 15                             | 0                              | 0                              | -               | -               | -               | 142   | 3     | 11    |
| Total sur la carrière | Total sur la carrière | Total sur la carrière | 357         | 14          | 24          | 41              | 2               | 1               | 6                 | 0                 | 1                 | -                              | 37                             | 2                              | 1                              | 81              | 9               | -               | 522   | 27    | 27    |

## Palmarès
| Goiás EC (2) | São Paulo FC                                           | LOSC Lille                                                                                              | Olympique lyonnais                      |
| --- | ------------------------------------------------------ | --- | --------------------------------------- |
| - Championnat du Goiás - Vainqueur : 2012 - Finaliste : 2013 et 2014 - Championnat du Brésil de Serie B - Vainqueur : 2012 | - Coupe de Floride (tournoi amical) - Vainqueur : 2017 | - Championnat de France - Vice-champion : 2018-19 - Coupe d'Algarve (tournoi amical) - Vainqueur : 2018 | - Coupe de la Ligue - Finaliste : 2020. |